# Natação no Campeonato Europeu de Esportes Aquáticos de 2018 - 50 m costas masculino
A prova dos 50 metros costas masculino da natação no Campeonato Europeu de Esportes Aquáticos de 2018 ocorreu nos dias 3 e 4 de agosto no Tollcross International Swimming Centre, em Glasgow no Reino Unido. 

## Calendário
| Fase          | Data        | Hora  |
| ------------- | ----------- | ----- |
| Eliminatórias | 3 de agosto | 10:24 |
| Semifinal     | 3 de agosto | 17:25 |
| Final         | 4 de agosto | 18:18 |

Todos os horários estão no horário local (UTC+0)

## Recordes
Antes desta competição, os recordes eram os seguintes:
|                       | Nadador         | Tempo | Local     | Data                 |
| --------------------- | --------------- | ----- | --------- | -------------------- |
| Recorde mundial       | Liam Tancock    | 24.04 | Roma      | 2 de agosto de 2009  |
| Recorde europeu       | Liam Tancock    | 24.04 | Roma      | 2 de agosto de 2009  |
| Recorde do campeonato | Camille Lacourt | 24.07 | Budapeste | 12 de agosto de 2010 |

Os seguintes novos recordes foram estabelecidos durante esta competição. 
| Data        | Prova | Nadador            | Nacionalidade | Tempo | Recordes |
| ----------- | ----- | ------------------ | ------------- | ----- | -------- |
| 4 de agosto | Final | Kliment Kolesnikov | Rússia        | 24.00 | ,        |

## Medalhistas
| Ouro                     | Prata               | Bronze           |
| Kliment Kolesnikov (RUS) | Robert Glință (ROU) | Shane Ryan (IRL) |

## Resultados

### Eliminatórias
Esses foram os resultados das eliminatórias. 
| Pos. | Bateria | Raia | Nadador              | Nacionalidade | Tempo | Notas |
| ---- | ------- | ---- | -------------------- | ------------- | ----- | ----- |
| 1    | 6       | 5    | Shane Ryan           | Irlanda       | 24.32 | Q,    |
| 2    | 5       | 4    | Kliment Kolesnikov   | Rússia        | 24.58 | Q     |
| 3    | 5       | 5    | Robert Glință        | Roménia       | 24.59 | Q     |
| 4    | 6       | 4    | Vladimir Morozov     | Rússia        | 24.65 | Q     |
| 5    | 5       | 6    | Christian Diener     | Alemanha      | 24.89 | Q     |
| 6    | 4       | 4    | Jérémy Stravius      | França        | 24.92 | Q     |
| 7    | 4       | 6    | Mikita Tsmyh         | Bielorrússia  | 24.95 | Q     |
| 8    | 6       | 3    | Sergey Fesikov       | Rússia        | 25.01 |       |
| 9    | 4       | 5    | Jonatan Kopelev      | Israel        | 25.02 | Q     |
| 10   | 4       | 3    | Apostolos Christou   | Grécia        | 25.05 | Q     |
| 11   | 5       | 7    | Conor Ferguson       | Irlanda       | 25.08 | Q     |
| 12   | 6       | 2    | Simone Sabbioni      | Itália        | 25.17 | Q     |
| 13   | 6       | 7    | Kacper Stokowski     | Polónia       | 25.22 | Q     |
| 14   | 5       | 2    | Yakov Toumarkin      | Israel        | 25.25 | Q     |
| 15   | 5       | 3    | Nikita Ulyanov       | Rússia        | 25.29 |       |
| 16   | 4       | 7    | Thierry Bollin       | Suíça         | 25.40 | Q     |
| 17   | 6       | 1    | Nicholas Pyle        | Reino Unido   | 25.49 | Q     |
| 18   | 5       | 8    | Thomas Ceccon        | Itália        | 25.50 | Q     |
| 19   | 4       | 0    | Stanislas Huille     | França        | 25.54 |       |
| 20   | 3       | 2    | Ralf Tribuntsov      | Estónia       | 25.60 |       |
| 20   | 4       | 9    | Gytis Stankevičius   | Lituânia      | 25.60 |       |
| 22   | 3       | 3    | Karl Luht            | Estónia       | 25.62 |       |
| 23   | 4       | 8    | Björn Seeliger       | Suécia        | 25.65 |       |
| 24   | 3       | 5    | David Gamburg        | Israel        | 25.68 |       |
| 25   | 3       | 4    | Nikolaos Sofianidis  | Grécia        | 25.69 |       |
| 25   | 6       | 0    | Paul-Gabriel Bedel   | França        | 25.69 |       |
| 27   | 3       | 6    | Markus Lie           | Noruega       | 25.73 |       |
| 28   | 5       | 1    | Georgios Spanoudakis | Grécia        | 25.74 |       |
| 29   | 3       | 8    | Bernhard Reitshammer | Áustria       | 25.78 |       |
| 30   | 4       | 2    | Kamil Kaźmierczak    | Polónia       | 25.80 |       |
| 31   | 6       | 8    | Maksim Dzialendzik   | Bielorrússia  | 25.81 |       |
| 32   | 4       | 1    | Viktar Staselovich   | Bielorrússia  | 25.82 |       |
| 33   | 3       | 7    | Gabriel Lópes        | Portugal      | 25.85 |       |
| 34   | 2       | 5    | Başlakov İskender    | Turquia       | 25.99 |       |
| 35   | 5       | 0    | Gustav Hökfelt       | Suécia        | 26.01 |       |
| 36   | 2       | 6    | Ádám Telegdy         | Hungria       | 26.16 |       |
| 37   | 5       | 9    | Tomáš Franta         | Chéquia       | 26.26 |       |
| 38   | 3       | 1    | Girts Feldbergs      | Letônia       | 26.22 |       |
| 39   | 3       | 0    | Luke Greenbank       | Reino Unido   | 26.23 |       |
| 40   | 1       | 6    | Ziv Kalontarov       | Israel        | 26.30 |       |
| 41   | 2       | 4    | Ümitcan Güreş        | Turquia       | 26.41 |       |
| 42   | 6       | 9    | Andrei-Mircea Anghel | Roménia       | 26.50 |       |
| 43   | 3       | 9    | Armin Lelle          | Estónia       | 26.53 |       |
| 44   | 1       | 4    | Ege Başer            | Turquia       | 26.59 |       |
| 45   | 2       | 8    | Anton Lončar         | Croácia       | 26.62 |       |
| 46   | 2       | 2    | Niko Mäkelä          | Finlândia     | 26.66 |       |
| 47   | 2       | 7    | Rasim Gör            | Turquia       | 26.82 |       |
| 48   | 2       | 9    | Nikola Acin          | Sérvia        | 26.83 |       |
| 49   | 2       | 3    | Adam Černek          | Eslováquia    | 26.96 |       |
| 50   | 2       | 1    | Marko-Matteus Langel | Estónia       | 27.33 |       |
| 51   | 2       | 0    | Sergey Kuznetsov     | Finlândia     | 27.35 |       |
| 52   | 1       | 5    | Matthew Galea        | Malta         | 28.14 |       |
| 53   | 1       | 3    | Dren Ukimeraj        | Kosovo        | 29.78 |       |
| —    | 6       | 6    | Richárd Bohus        | Hungria       | DNS   | DNS   |

### Semifinal
Esses foram os resultados das semifinais. 
Semifinal 1
| Pos. | Raia | Nadador            | Nacionalidade | Tempo | Notas   |
| ---- | ---- | ------------------ | ------------- | ----- | ------- |
| 1    | 4    | Kliment Kolesnikov | Rússia        | 24.25 | Q, WJR, |
| 2    | 5    | Vladimir Morozov   | Rússia        | 24.29 | Q       |
| 3    | 3    | Jérémy Stravius    | França        | 24.88 | Q       |
| 4    | 6    | Jonatan Kopelev    | Israel        | 24.92 | Q       |
| 5    | 2    | Conor Ferguson     | Irlanda       | 24.99 |         |
| 6    | 7    | Kacper Stokowski   | Polónia       | 25.46 |         |
| 7    | 1    | Thierry Bollin     | Suíça         | 25.47 |         |
| 8    | 8    | Thomas Ceccon      | Itália        | 25.50 |         |

Semifinal 2
| Pos. | Raia | Nadador            | Nacionalidade | Tempo | Notas |
| ---- | ---- | ------------------ | ------------- | ----- | ----- |
| 1    | 5    | Robert Glință      | Roménia       | 24.12 | Q     |
| 2    | 4    | Shane Ryan         | Irlanda       | 24.57 | Q     |
| 3    | 6    | Mikita Tsmyh       | Bielorrússia  | 24.66 | Q     |
| 4    | 2    | Apostolos Christou | Grécia        | 24.96 | Q     |
| 5    | 7    | Simone Sabbioni    | Itália        | 24.99 |       |
| 6    | 1    | Yakov Toumarkin    | Israel        | 25.09 |       |
| 7    | 8    | Nicholas Pyle      | Reino Unido   | 25.10 |       |
| 8    | 3    | Christian Diener   | Alemanha      | 25.13 |       |

### Final
Esse foi o resultado da final. 
| Pos.              | Raia | Nadador            | Nacionalidade | Tempo | Notas |
| ----------------- | ---- | ------------------ | ------------- | ----- | ----- |
| Medalha de ouro   | 5    | Kliment Kolesnikov | Rússia        | 24.00 | ,     |
| Medalha de prata  | 4    | Robert Glință      | Roménia       | 24.55 |       |
| Medalha de bronze | 6    | Shane Ryan         | Irlanda       | 24.64 |       |
| 4                 | 3    | Vladimir Morozov   | Rússia        | 24.69 |       |
| 5                 | 7    | Jérémy Stravius    | França        | 24.83 |       |
| 6                 | 2    | Mikita Tsmyh       | Bielorrússia  | 25.04 |       |
| 7                 | 8    | Apostolos Christou | Grécia        | 25.14 |       |
| 8                 | 1    | Jonatan Kopelev    | Israel        | 25.41 |       |

Legenda
| Recorde mundial       | Recorde mundial (World record)               |                       | Recorde africano                      | Recorde africano (African) |                                           | Q | Classificado por posição (Qualified) |
| Recorde do campeonato | Recorde do campeonato (Championship record)  | Recorde da América    | Recorde da América (Americas)         | q                          | Classificado por melhor tempo (Qualified) |   |                                      |
| Melhor marca do ano   | Melhor marca do ano (World leading)          | Recorde asiático      | Recorde asiático (Asian)              | DNS                        | Não largou (Did not start)                |   |                                      |
| Recorde nacional      | Recorde nacional (National record)           | Recorde europeu       | Recorde europeu (European)            | DNF                        | Não terminou (Did not finish)             |   |                                      |
| Recorde pessoal       | Recorde pessoal do atleta (Personal best)    | Recorde da Oceania    | Recorde da Oceania (Oceania)          | DSQ / DQ                   | Desclassificado (Disqualified)            |   |                                      |
| Recorde da temporada  | Recorde da temporada do atleta (Season best) | Recorde sul-americano | Recorde sul-americano (South America) | NM                         | Sem marca (No mark)                       |   |                                      |